# Nordanvind (FMÖ 91)
Nordanvind (FMÖ 91) var en militärövning (försvarsmaktsövning) som genomfördes i Sverige den 11–18 mars 1991. Försvarsmaktsövningen genomfördes i Övre Norrlands militärområde (Milo ÖN) med militärbefälhavaren för Milo ÖN, generallöjtnant Curt Sjöö, som övningsledare.

## Deltagande förband
A-styrkan (egen trupp) bestod av 12. arméfördelningen under befäl av översten av 1. graden Ingvar Gustafsson och sammansattes av Lapplandsbrigaden (NB 50), en norrlandsskyttebataljon ur Dalabrigaden (NB 13), Ångermanlandsbrigaden (NB 51), Norrlands artilleriregemente (A 4), Norrbottens arméflygbataljon (AF 1) samt 62. milounderhållsgruppen. Till arméfördelningens förfogande stod också en flygstyrka bestående av fyra divisioner jakt-attack, tre lätta attackdivisioner samt två spaningsdivisioner. 
B-styrkan (spelad fiende) bestod av 67. stridsgruppen under ledning av befälhavaren för Kalix försvarsområde, översten av 1. graden Folke Ekstedt. 67. stridsgruppen sammansattes under övningen av 16. norrlandsskyttebataljonen (ur I 5), 18. norrlandsskyttebataljonen (ur I 19), 2. stridsvagnsbataljonen (ur I 19/P 5), 62. norrlandsjägarbataljonen (ur K 4), 63. norrlandsjägarbataljonen (ur K 4) samt 7. kustjägarkompaniet (ur KA 1). Med stridsgruppen samverkade även fem attackflyggrupper samt en marin helikopter.
Inalles deltog i övningen 20.800 man i 23 bataljoner och 25 fristående kompanier, vidare 100 stridsfordon, 40 helikoptrar, 150 stridsflygplan, 1.200 bandvagnar och över 4.000 terrängbilar. På grund av att JA 37 Viggen fick flygförbud vid denna tid kom emellertid flygverksamheten att reduceras. Flygstyrkorna omdisponerades och ett större lass fick dras av J 35 Draken samt SK 60 (lätt attack).